# Roquestéron
Roquestéron (früher italienisch Roccasterone) ist eine französische Gemeinde im Département Alpes-Maritimes in der Region Provence-Alpes-Côte d’Azur. Sie gehört zum Arrondissement Nizza und zum Kanton Vence. Die Bewohner nennen sich Roquestéronnais.

## Geographie
Roquestéron liegt in den französischen Seealpen, im Regionalen Naturpark Préalpes d’Azur. Die Gemeinde grenzt im Norden an Cuébris, im Osten an Pierrefeu, im Südosten an Conségudes, im Südwesten an La Roque-en-Provence und im Westen an Sigale. Zwischen Roquestéron und La Roque-en-Provence fließt der Estéron.

## Bevölkerungsentwicklung

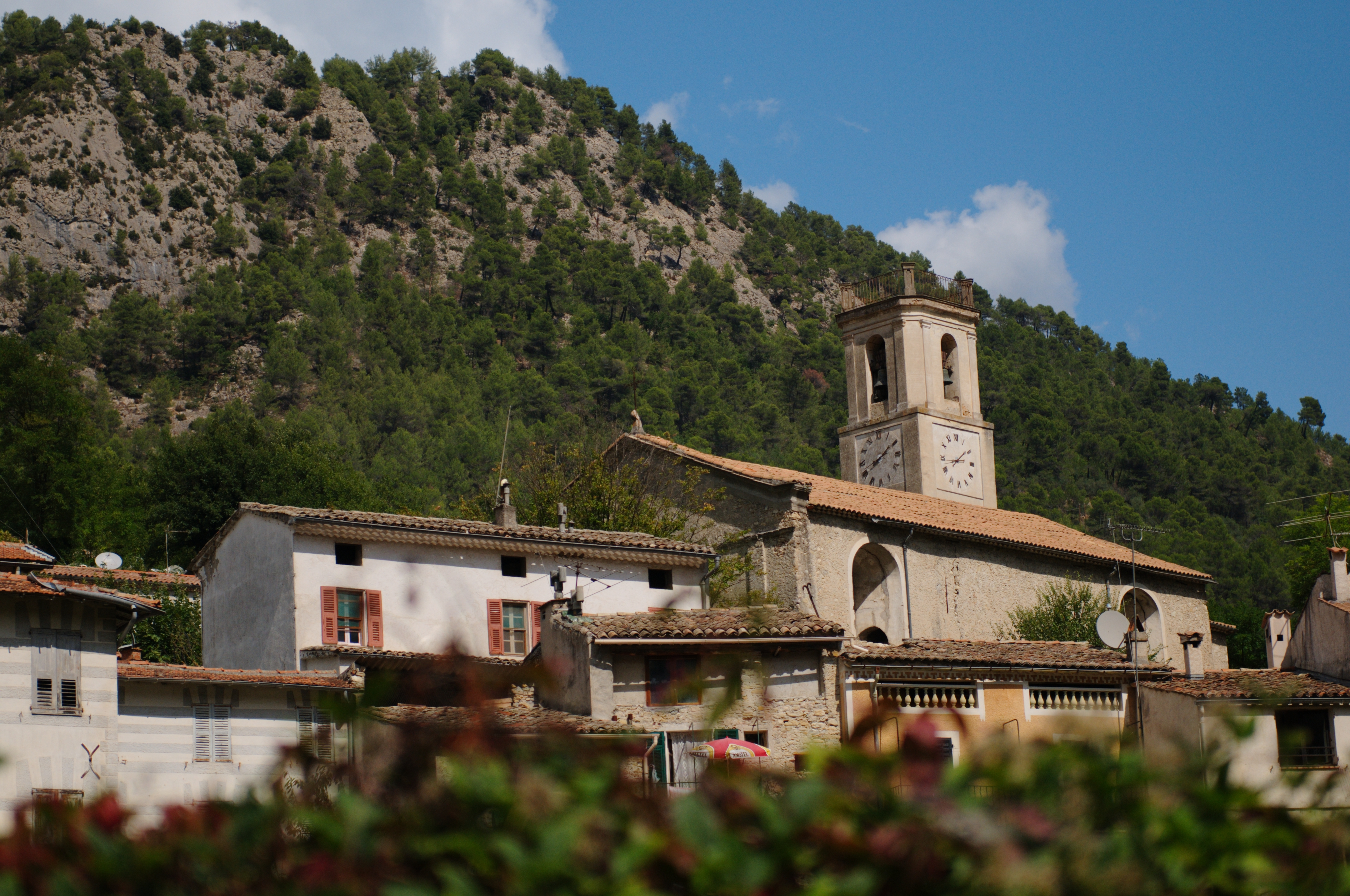
Kirche Saint-Érige aus dem 18. Jahrhundert

| Jahr      | 1962 | 1968 | 1975 | 1982 | 1990 | 1999 | 2008 | 2012 |
| --------- | ---- | ---- | ---- | ---- | ---- | ---- | ---- | ---- |
| Einwohner | 221  | 422  | 404  | 428  | 509  | 478  | 539  | 559  |

## Sehenswürdigkeiten
Siehe: Liste der Monuments historiques in Roquestéron